# Lait et viande dans la Loi juive
La proscription de mélanger viande et lait lors de la cuisson ou de la consommation (hébreu : איסור בשר בחלב issour bassar be’halav) est un tabou alimentaire de la Loi juive toraïque. 

## Présentation
Cette loi qui constitue l’un des fondements du code alimentaire juif se fonde sur l’interdiction répétée en trois endroits de la Bible hébraïque (Ex 23:19, ibid. 34:26 et Dt 14:21) de cuire le chevreau dans le lait de sa mère, que les rabbins ont interprétée comme l’interdiction de cuire, consommer et tirer profit de tels mélanges.

## Interprétations
L'interprétation littérale ou simple dite peshat (Pardes) de la règle interdisant l'usage conjoint du lait et de la viande met l'accent sur la contradiction présente dans le cas où le lait, « élément de vie » pour entretenir le chevreau serait une sorte de « sacrilège » associé à l'utilisation avec la viande qui, à des fins alimentaires, fait partie d'un animal qui ne vit plus . Ici donc, la vie du lait et, par exemple, un morceau de viande, présenterait en même temps un paradoxe insoluble surtout et encore plus si la viande venait du chevreau cuisiné avec le lait de sa mère, lait qui lui était destiné, comme nourriture « aimante », quoique dans le cadre de la vie de la faune, mais kasher.
L'extension du précepte, dans ce cas appelé khok (pluriel khukkim), à l'interdiction d'utiliser, par exemple, également de la viande de volaille kasher et du lait ensemble, est due à une large prise de conscience et manifeste la nature de son élément fondamental pour la cuisine : précisément la viande, bien qu'il s'agisse de poulet, le précepte découle à l'origine de l'interdiction du « chevreau dans le lait de sa mère »[pas clair].
L'interprétation ésotérique dite sod (le secret), au contraire, considère le lait et la viande comme deux catégories de nature similaire : le lait représente alors la « miséricorde » tandis que la viande représente la « justice » : dans la Kabbale, ces deux Sefirot, pourtant avec les autres, doivent être vécues d'une manière équilibrée, sans dépasser ni du côté de l'indulgence ni du côté de la rigueur excessive.